# Siegfried & Roy

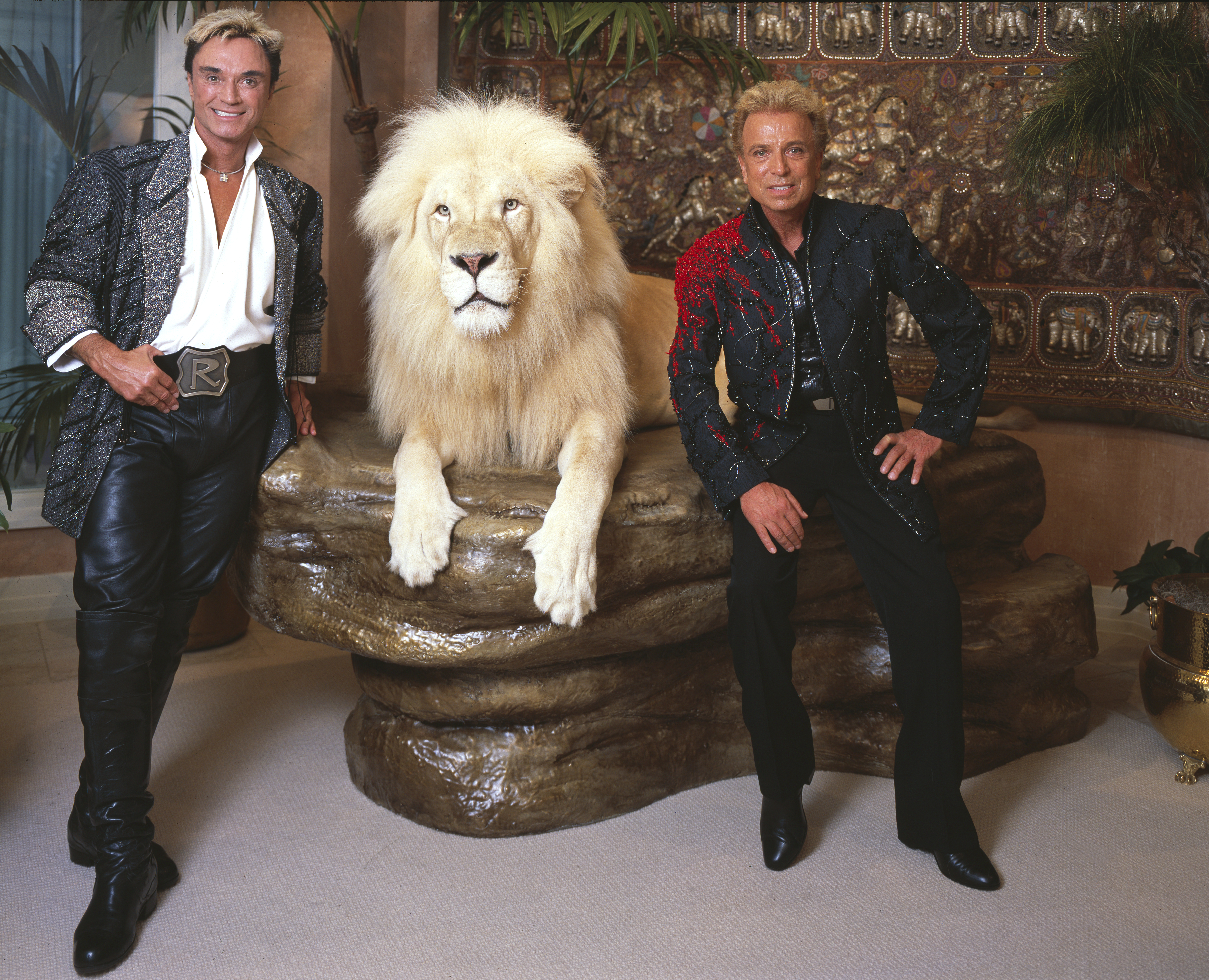
Siegfried & Roy, met een van hun leeuwen (Roy links, Siegfried rechts)

Siegfried & Roy was een van oorsprong Duits illusionistenduo. Het duo bestond uit de vrienden Siegfried Fischbacher (Rosenheim, 13 juni 1939 - Las Vegas, 13 januari 2021) en Roy Uwe Ludwig Horn (Blexen, 3 oktober 1944 - Las Vegas, 8 mei 2020).
Beiden emigreerden (onafhankelijk van elkaar) naar de Verenigde Staten van Amerika, waar ze staatsburgers werden. Siegfried was illusionist, terwijl Roy opgroeide tussen de exotische dieren en daardoor goed met ze kon omgaan. Deze twee vaardigheden werden gecombineerd en leverden de bekende combinatie op van illusionisme en het gebruik van witte tijgers en leeuwen.

## Carrière
Ze leerden elkaar kennen in 1959 toen ze beiden werkten op een Duits cruiseschip; Siegfried als cabin steward en Roy als ober. Siegfried deed wat goocheltrucs voor enkele passagiers, wat er uiteindelijk toe leidde dat hij zijn eigen show mocht gaan opvoeren. Roy werd daarbij zijn assistent. De door Roy aan boord gesmokkelde cheeta Chico leverde het idee op om dieren te betrekken in de show.
Nadat deze show was ontwikkeld, begonnen ze op te treden in Las Vegas. In 1972 werd hun show uitgeroepen tot beste show van het jaar. In 1990 werden ze ingehuurd door Steve Wynn, manager van The Mirage, voor een jaarlijks bedrag van 57,5 miljoen dollar. Aan het begin van 2000 leidde dit tot het tekenen van een levenslang contract met het hotel. Het duo heeft samen ongeveer 5.750 shows opgevoerd, waarvan de meeste in The Mirage. Hun show stopte op 3 oktober 2003 toen Roy zwaargewond raakte tijdens een optreden.
Op 22 oktober 2003 ontvingen Siegfried & Roy de World Entertainment Award. Siegfried reisde alleen af naar Hamburg om de prijs - mede namens Roy - in ontvangst te nemen van Michail Gorbatsjov. Roy lag toen nog in kritieke toestand in een Amerikaans ziekenhuis.

## Roys verwonding
Roy werd op 3 oktober 2003, op zijn 59ste verjaardag, aangevallen door een van zijn tijgers, genaamd Mantecore. Tijdens een optreden in The Mirage beet de zeven jaar oude tijger hem in zijn schouder. Tijdens zijn vervoer naar het ziekenhuis zou Horn nog gezegd hebben Don't harm the cat. De zware verwondingen leidden ertoe dat het duo besloot nooit meer op te treden.
Tijdens zijn maandenlange verblijf in het ziekenhuis was hij deels verlamd, kreeg hij een hartaanval en werd een deel van zijn schedel tijdelijk verwijderd om de druk op zijn hersenen te kunnen verminderen.
Het is onduidelijk of Mantecore nu werkelijk een aanval op Roy heeft gepleegd. De tijger was opgevoed en gedurende zes jaar intensief getraind door Roy. Tijdens een interview in de Larry King Show zei Siegfried dat Roy viel tijdens het optreden en dat Mantecore hem in veiligheid wilde brengen door hem bij zijn nekvel op te pakken. Mantecore kon immers niet weten dat Roy, in tegenstelling tot een kleine tijger, geen vacht en dik nekvel had. Als Mantecore Roy echt had willen verwonden, zo vertelde Siegfried, dan had hij eenvoudigweg Roys nek gebroken en hem heen en weer geslingerd.
Steve Wynn, de voormalige eigenaar van The Mirage vertelde dat Mantecore werd afgeleid door een vrouw met een opvallend kapsel. Toen de vrouw ook nog eens voorover leunde om de tijger te aaien, zou Roy ertussenin zijn gesprongen om de vrouw te beschermen. Volgens Wynn pakte de tijger Roys rechterarm zachtjes tussen zijn kaken zonder zelfs zijn kleding kapot te maken. Toen Roy viel, sprongen medewerkers echter boven op de tijger. Pas op dat moment raakte de tijger in paniek en probeerde hij Roy in veiligheid te brengen door hem van het podium af te slepen. Medewerkers zouden zelfs hebben geprobeerd de twee te scheiden door ze te besproeien met een brandblusser.
Sinds 2006 kon Roy weer spreken en lopen, al moest hij daarbij nog wel worden geholpen door Siegfried. Mantecore stierf in maart 2014 op 17-jarige leeftijd.
Een aantal witte tijgers is door het duo afgestaan aan het safaripark te Schloß Holte-Stukenbrock bij Bielefeld.
Roy Horn overleed op 8 mei 2020 in een ziekenhuis in Las Vegas aan de gevolgen van het coronavirus. 
Siegfried Fischbacher overleed op 13 januari 2021 aan kanker.. Hij werd begraven in Palm Downtown Cemetery in Las Vegas.

## Trivia
- Siegfried & Roy hebben een eigen ster op de Hollywood Walk of Fame, op 7060 Hollywood Boulevard.
- Siegfried & Roy waren bevriend met het duo Bassie en Adriaan. Beide duo's raakten bevriend met elkaar in de jaren 60 toen Bas en Aad van Toor nog optraden als The Crocksons. Voor de serie Bassie & Adriaan en De reis vol verrassingen (in Amerika) mocht het duo dan ook in het huis en de tuin van Siegfried & Roy filmen. In aflevering 8, Een onverwacht bad, zijn Siegfried & Roy zelf te zien.

## Media

### Filmografie
- Vegas Vacation (1997)
- Ocean's Eleven (2001)
- Showboy (2002)

### Televisie
- Bassie & Adriaan: De Reis Vol Verassingen (1994)
- Siegfried & Roy: The Magic Returns on 20/20 (2009)

### Animaties
- Siegfried & Roy: Masters of the Impossible (1996)
- Father of the Pride (2004 tot 2005)

### Bios
- Siegfried & Roy: The Magic Box (1999)

### Boeken
- Siegfried and Roy: mastering the impossible (1992)